# Ölstads missionshus
Ölstads missionshus, är en kyrkobyggnad i Finspångs kommun. Kyrkan tillhör Risinge missionsförsamling och var ansluten till Svenska Missionsförbundet.

## Historik
1993 gick församlingen samma med Finspåns missionsförsamling. Man byggde omkring 1993 Missionskyrkan, Finspång. Samtidigt övergav man det gamla missionshuset.

## Orgel
I kyrkan fanns ett harmonium och piano.